# Hospicebossen
De Hospicebossen zijn een bos- en natuurgebied nabij de Oost-Vlaamse plaats Nazareth. Het gebied meet 58 ha.

## Geschiedenis
Het gebied was tot in de 12e eeuw geheel bebost en werd Scheldeholt genoemd. Het bos werd daarna gekapt en er ontstond een gebied van woeste gronden, het Scheldeveld. In 1846 resteerde nog ongeveer 500 ha bos. Het heide-achtige Scheldeveld werd, nadat de kunstmest in gebruik kwam (eind 19e eeuw) boornamelijk in cultuur gebracht. Uiteindelijk resteerde nog een 100-tal ha bos, waarvan de Hospicebossen ruim de helft uitmaakten. Deze bossen komen aan hun naam doordat ze eigendom zijn geweest van het OCMW. Tussen 1920 en 1950 diende het vooral als productiebos en werden er veel uitheemse naaldbomen aangeplant, zoals Japanse lork, Corsicaanse den en douglasspar. Uiteindelijk werd het bos opgekocht door de provincie Oost-Vlaanderen en geleidelijk ingericht als natuurgebied.

## Gebied
De monotone bosaanplant wordt geleidelijk vervangen door inheemse soorten. Een in dit bos gelegen ven wordt beheerd met het doel om de biodiversiteit te verhogen. Dubbelloof, koningsvaren, trosvlier, gewone salomonszegel en grote veldbies zijn hier te vinden.
In het gebied zijn wandel- en fietsroutes uitgezet.